# Wang Jianzhong
Wang Jianzhong (chinesisch 王建中, Pinyin Wáng Jiànzhōng; * 1933 in Shanghai; † 2016 in Santa Fe, New Mexico) war ein chinesischer Komponist und Pianist. Mit 10 Jahren begann er mit dem Klavierspiel. Später studierte er am Musikkonservatorium Shanghai. Er versuchte, traditionelle chinesische Kompositionstechniken mit westlichen klassischen modernen Kompositionstechniken zu verbinden und dabei neue Wege für die Klaviermusik zu erkunden. Er schuf eine große Anzahl an Klavierwerken. Insbesondere seine Klavier-Bearbeitungen chinesischer Volkslieder fanden eine breite Aufnahme, beispielsweise die Fünf Volkslieder aus Yunnan (Yunnan minge wu shou 云南民歌5首) aus dem Jahr 1958.
1995 erschienen die Gesammelten Klavierwerke Wang Jianzhongs.

## Werke (Auswahl)
- Fünf Volkslieder aus Yunnan (Yunnan minge wu shou)
- Vier Volkslieder aus Nord-Shaanxi (Shaanbei minge si shou)
- Pflaumenblüten, Drei Variationen (Meihua san nong; nach dem gleichnamigen Volksmusikstück)
- Sonatine (für Klavier)
- Klaviersuite
- Violinsonate
- Streichermusik (Xianyue chongzou)